# Можаев, Сергей Степанович
Сергей Степанович Можа́ев (1911—1994) — советский инженер-железнодорожник, лауреат Сталинской премии третьей степени (1952).

## Биография
Родился в 1911 году в Коломне (ныне Московская область).
Окончил Электротехникум имени А. А. Андреева (1931) и Центральные технические курсы НКПС по специальности «ЦБС» (1945).
- 1929—1933 техник-конструктор станции Перово;
- 1933—1934 электромеханик там же;
- 1934—1936 служба в РККА;
- 1937—1944 электромеханик станции Перово;
- 1944—1945 учёба на Центральных технических курсах НКПС.

В 1945—1988 годах старший лаборант, инженер, старший инженер отделения СЦБ и связи ВНИИЖДТ (ЦНИИ МПС).
С 1971 года персональный пенсионер (продолжал работать).

## Признание
- Сталинская премия третьей степени (1952) — за разработку и внедрение локомотивной автоматической сигнализации с непрерывным автостопом
- три медали
- Почётный железнодорожник
- Отличный связист